# Trypanosomiasis
Trypanosomiasis är en grupp infektionssjukdomar som orsakas av vissa av arterna tillhörande släktet Trypanosoma. Vissa drabbar endast djur och andra främst människor. Mest känd är afrikansk sömnsjuka, en sjukdom som drabbar människor och som orsakas av parasiten Trypanosoma brucei gambiense eller Trypanosoma brucei rhodesiense. Andra är Chagas sjukdom som orsakas av Trypanosoma cruzi. Hos nötkreatur i Afrika orsakas Nagana av Trypanosoma vivax, Trypanosoma brucei eller Trypanosoma congolese. Surra hos häst eller kamel orsakas av Trypanosoma evansi medan den sexuellt överförbara beskällaresjukan (häst) orsakas av Trypanosoma equiperdum.